# Drassodes lividus
Drassodes lividus är en spindelart som beskrevs av Denis 1958. Drassodes lividus ingår i släktet Drassodes och familjen plattbuksspindlar.
Artens utbredningsområde är Afghanistan. Inga underarter finns listade i Catalogue of Life.